# (35485) 1998 FZ14
1998 FZ14 (asteroide 35485) é um asteroide da cintura principal. Possui uma excentricidade de 0.16688760 e uma inclinação de 5.95475º.
Este asteroide foi descoberto no dia 24 de março de 1998, por Frank B. Zoltowski em Woomera.